# 猪猪侠
                                                                                                                                                                                                                                    《猪猪侠》是由广东咏声文化传播有限公司制造的大型全3D卡通系列片，自2005年开始创作，目前已连续推出十七部。其英文名称“GG Bond”的中的“GG”来源自粤语“猪”的发音。

## 主要人物
- 豬豬俠：主角，在第三季里，每次比赛都会战胜超人强和波比。在第四季里，曾化身天使，帮助大傻怪，菲菲叫他“小猪猪”。
- 迷糊老師：在第二季和第三季裏，在比賽前给他超級棒棒糖以補充體力。从第十三季开始裏叫做“迷糊博士”。
- 菲菲：阿托士的女兒，她很喜歡豬豬俠。
- 小呆呆：是豬大常和猪小妹的兒子，原來是一个天才兒童。在第二季里，因長期食用假冒偽劣的超級棒棒糖而導致痴呆。
- 超人强：小時候曾是豬豬俠的朋友。在第三季里，他是强强科技小学校董的兒子，自持家境富裕，驕傲自滿，经常盛气凌人，是豬豬俠的死对头。在第四季和五季里，以坏学生的形式出现。
- 波比：超人强的小跟班。以讨好超人强为己任，拍马屁时常常不分场合，经常拍错马屁。

## 各季名称
- 第一季：魔幻猪猡纪（20集）
- 第二季：武侠2008（20集）
- 第三季：勇闯未来之城（40集）
- 第四季：百变猪猪侠（80集）
- 第五季：积木世界的童话故事（52集）
- 第六季：幸福救援队（52集）
- 第七季：变身小英雄（52集）
- 第八季：变身战队（52集）
- 第九季：百变联盟（52集）
- 特别篇：终极决战前夜篇（52集）[註 1]
- 第十季：五灵守衛者（52集）
- 第十一季：光明守衛者（52集）
- 第十二季：夢想守衛者 （52集）
- 番外篇：拼裝特工隊（26集）
- 第十三季：超星萌寵（124集）
- 番外篇：环球日记（26集）
- 第十四季：竞球小英雄（104集）
- 番外篇：恐龙日记（156集）
- 第十五季：競速小英雄（104+104集）[註 2]
- 第十六季：深海小英雄（104集）
- 第十七季：超星五灵侠（156集）

## 电影
- 猪猪侠之大闹皇宫（2005年，共4集，番外篇）
- 猪猪侠之囧囧危机（2012年）
- 猪猪侠之勇闯巨人岛（2014年）
- 猪猪侠之终极决战（2015年）
- 豬豬俠之英雄豬少年（2017年）
- 猪猪侠·不可思议的世界（2019年）
- 猪猪侠大电影·恐龙日记（2021年）
- 猪猪侠大电影·海洋日记（2022年）
- 新豬豬俠大电影·超级赛车（2023年）
- 猪猪侠大电影·星际行动（2024年）
- 豬豬俠大電影·一隻老豬逆襲(2025年)(未播出)

## 各季出品年代
- 第一季：2006年
- 第二季：2007年
- 第三季：2008年
- 第四季：2009年
- 第五季：2010年
- 第六季：2012年
- 第七季：2013年
- 第八季：2014年
- 第九季：2015年
- 第十季：2015年
- 第十一季：2016年
- 第十二季：2016年
- 第十三季：2017年
- 第十四季：2018年
- 第十五季（竞速小英雄1-4）：2019年
- 第十六季：2020年
- 第十七季：2021-2023年
- 第十五季（竞速小英雄5-8）：2022-2024年